# Miss USA
O Miss USA (em tradução livre Miss EUA) é o concurso nacional de beleza norte-americano (ou estado-unidense) que serve como a etapa nacional dos Estados Unidos para escolher a representante para o concurso Miss Universo. É realizado anualmente desde 1952, sendo que desde então 62 jovens conquistaram o título e oito delas foram coroadas como Miss Universo.
Ele pertenceu, desde sua criação, à mesma organização do Miss Universo, mas em dezembro de 2020 a Miss USA 2008 Crystle Stewart anunciou ter comprado a empresa, que então virava uma franquia a mais da MUO (Miss Universe Organization).
A atual Miss USA é Aysa Branch, representante do Mississippi.

## História

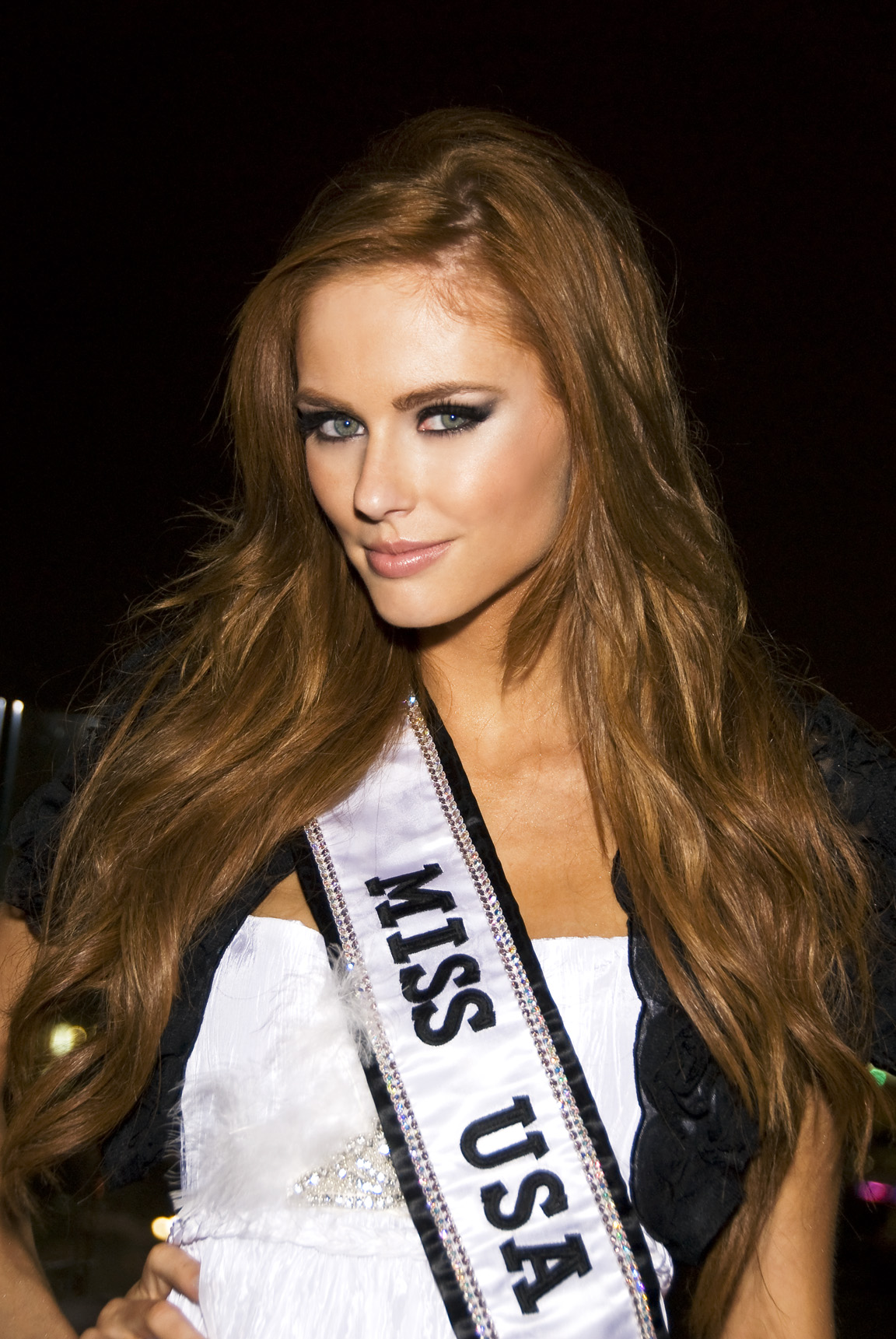
Miss USA 2011
Alyssa Campanella

### Surgimento e donos
O Miss USA foi criado em 1950 depois que Yolande Betbeze, vencedora do concurso rival Miss América, se recusou a posar para peças publicitárias da marca de maiôs Catalina. Em 1951 a empresa retirou seu patrocínio ao Miss América e passou a organizar seu próprio concurso, lançado no ano seguinte.
Nos anos seguintes, outras empresas passaram a organizar o Miss USA, como a Gulf + Western Industries (então dona dos estúdios Paramount), a ITT. Desde 1996 até 2015, o concurso (e a MUO) pertenceu ao empresário e ex-presidente dos Estados Unidos Donald Trump, que detinha 50% do negócio, enquanto a NBC detinha os restantes 50%.
Após uma fala polêmica de Trump sobre o México, ele comprou a parte da NBC e revendeu o concurso (toda MUO), em setembro de 2015, para a William Morris Endeavor (WME) e a International Management Group (IMG), que passaram a promover o Miss USA desde então. 

### Transmissões televisivas
O evento começou a ser televisionado de forma independente da programação do concurso Miss Universo em 1965 pela CBS para todo o país. Em 2003, a NBC assumiu os direitos televisivos do concurso e transmitiu o evento até 2015, quando a Fox adquiriu os direitos de transmissão do Miss USA e passou a exibir o concurso a partir de 2016.

### Calendário e apresentadores
De 1952 a 1964, as eleições das misses norte-americanas ocorriam na mesma época do Miss Universo. A partir de 1965, passaram a ser realizadas transmissões separadas do Miss USA e Miss Universo para atender o cronograma de programação da rede CBS. No entanto, alguns de seus apresentadores, como Bob Barker, Dick Clark e Bob Goen, chegaram a apresentar os dois concursos num mesmo ano. Nancy O'Dell, mestre-de-cerimônias do concurso nacional de 2004 a 2007, exerceu essa mesma função no Miss Universo em 2005 e 2006.

### Cidades-sede
Entre 1952 e 1959, o Miss USA ocorreu no balneário de Long Beach, Califórnia. A exemplo do Miss Universo, o concurso foi transferido para Miami Beach em 1960 e lá ficou até 1971. Em 1972, o evento foi realizado pela primeira e única vez fora da parte continental dos EUA. A eleição da Miss EUA daquele ano ocorreu em Porto Rico, Estado-livre associado aos Estados Unidos.
Até 2019, os seguintes Estados americanos já sediaram edições itinerantes do Miss USA: Alabama: Mobile (1989); Califórnia: Long Beach, (1952 a 1959) e Los Angeles (2004, 2007); Carolina do Sul: Charleston (1977 e 1978); Flórida: Miami Beach (1960 a 1971 e 1997), Lakeland (1984-85), Miami (1986); Indiana: Gary (2001-02); Kansas: Wichita (1990 a 1993); Louisiana: Shreveport (1997-98 e 2018) e Baton Rouge (2014-2015) e ; Maryland: Baltimore (2005 e 2006); Missouri: Branson (1999 e 2000); Mississipi: Biloxi (1979 a 1982); Nevada: Las Vegas (2008 a 2013 e 2016-17), Reno (2019) ; Novo México: Albuquerque (1987); Nova York: Nova York (1973) e Niagara Falls (1974 a 1976); Tennessee: Knoxville (1983); Texas: El Paso (1988), South Padre Island (1994 a 1996) e San Antonio (2003)

### Premiações
Até 2020, as premiações eram as mesmas do Miss Universo: a vencedora levava, além dos prêmios de praxe (dinheiro - cerca de 100 mil dólares por ano - roupas, maquiagem e o pagamento de todas as despesas), uma coroa (de posse transitória) com 51 estrelas que representam os 50 Estados americanos e o Distrito de Colúmbia.
As demais nove finalistas levam premiações em dinheiro e troféus, assim como as vencedoras das categorias de Miss Simpatia e Miss Fotogenia.

### Programas Especiais na TV
Várias candidatas a Miss USA participaram de  edições especiais de programas da NBC, enquanto a TV transmitia o concurso, até 2015). Entre 2003 e 2005, seis candidatas participaram de edições especiais do Fear Factor, nas quais a vencedora levava prêmios de US$ 50 mil (cerca de 250 mil reais em janeiro de 2021). O programa ia ao ar antes da transmissão ao vivo do concurso nos EUA.
Em 2006, Chelsea Cooley e outras 26 misses estaduais participaram como "modelos da mala" de uma edição especial do Deal or No Deal (equivalente ao Topa ou Não Topa, transmitido pelo SBT).

### Misses EUA que viraram celebridades
Algumas das concorrentes (ou vencedoras) do Miss USA se tornaram figuras de destaque na mídia anos após seus respectivos nacionais ou estaduais. É o caso de Halle Berry (Miss Ohio USA 1986, 2ª colocada no concurso nacional), vencedora do Oscar de melhor atriz por Monster's Ball, e de Deborah Shelton (2ª colocada no Miss Universo 1970), conhecida no Brasil por sua atuação na série Dallas.

### Situação no Miss Universo
Somente em 1957, 1976, 1999, 2002 e 2010 os EUA não conseguiram classificação no Miss Universo.
Uma versão do certame para o público adolescente foi criada em 1983, como programa televisivo separado. A partir de 2008, o Miss Teen USA passa a ser realizado na mesma época do concurso nacional adulto. Desde 2008,a etapa final acontece fora do território americano,em Nassau nas Bahamas.

## Regulamento
Pelas regras, as candidatas devem ter entre 18 e 28 anos de idade, deve ter nascido no país, ser naturalizadas ou ter uns dos pais estado-unidense. É o caso da Miss USA 2007, Rachel Smith, cujos pais eram dos EU, mas moravam no Panamá, onde ela nasceu.

## Vencedoras
- Abaixo, as vencedoras do concurso nos últimos anos:

| Ano  | Vencedora           | Estado               | Representação | Colocação              | Local do Evento        |
| 2008 | Crystle Stewart     | Texas                | Houston       | Semifinalista (Top 10) | Las Vegas, Nevada      |
| 2009 | Kristen Dalton      | Carolina do Norte    | Wilmington    | Semifinalista (Top 10) | Las Vegas, Nevada      |
| 2010 | Rima Fakih          | Michigan             | Dearborn      |                        | Las Vegas, Nevada      |
| 2011 | Alyssa Campanella   | Califórnia           | Los Angeles   | Semifinalista (Top 16) | Paradise, Nevada       |
| 2012 | Olivia Culpo        | Rhode Island         | Cranston      | MISS UNIVERSO 2012     | Las Vegas, Nevada      |
| 2013 | Erin Brady          | Connecticut          | East Hampton  | Semifinalista (Top 10) | Las Vegas, Nevada      |
| 2014 | Nia Sanchez         | Nevada               | Las Vegas     | 2º. Lugar              | Baton Rouge, Louisiana |
| 2015 | Olivia Jordan       | Oklahoma             | Tulsa         | 3º. Lugar              | Baton Rouge, Louisiana |
| 2016 | Deshauna Barber     | Distrito de Colúmbia | Washington    | Semifinalista (Top 09) | Las Vegas, Nevada      |
| 2017 | Kára McCullough     | Distrito de Colúmbia | Washington    | Semifinalista (Top 10) | Las Vegas, Nevada      |
| 2018 | Sarah Rose Summers  | Nebraska             | Omaha         | Semifinalista (Top 20) | Shreveport, Louisiana  |
| 2019 | Cheslie Kryst † (*) | Carolina do Norte    | Charlotte     | Semifinalista (Top 10) | Reno, Nevada           |
| 2020 | Asya Branch         | Mississippi          | Booneville    | Semifinalista (Top 21) | Hollywood, Flórida     |
| 2021 | Elle Smith          | Kentucky             | Germantown    | Semifinalista (Top 10) | Tulsa, Oklahoma        |
| 2022 | R'Bonney Gabriel    | Texas                | Houston       | MISS UNIVERSO 2022     | Reno, Nevada           |
| 2023 | Noelia Voigt        | Utah                 | Park City     | TBD                    | Reno, Nevada           |

*Nota: Cheslie faleceu em 30 de janeiro de 2022, por suicídio. 

### Galeria de Vencedoras

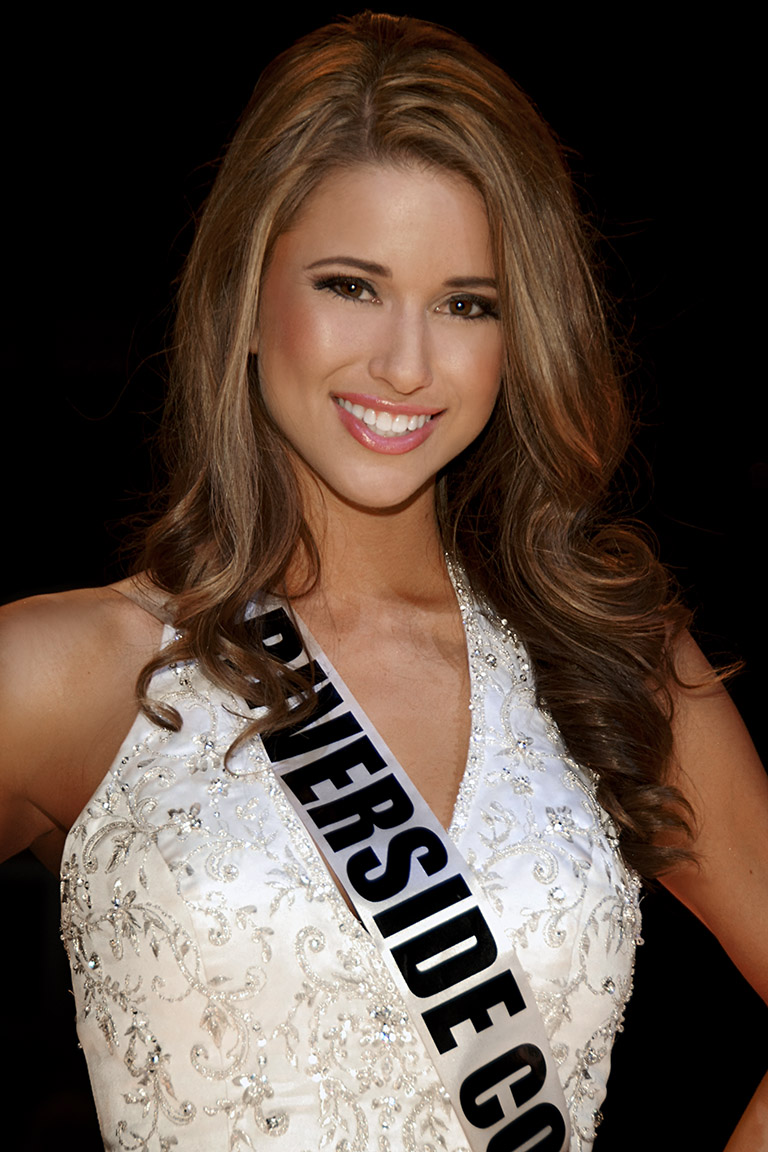
2014: Nia Sanchez, que competiu como Miss Nevada USA
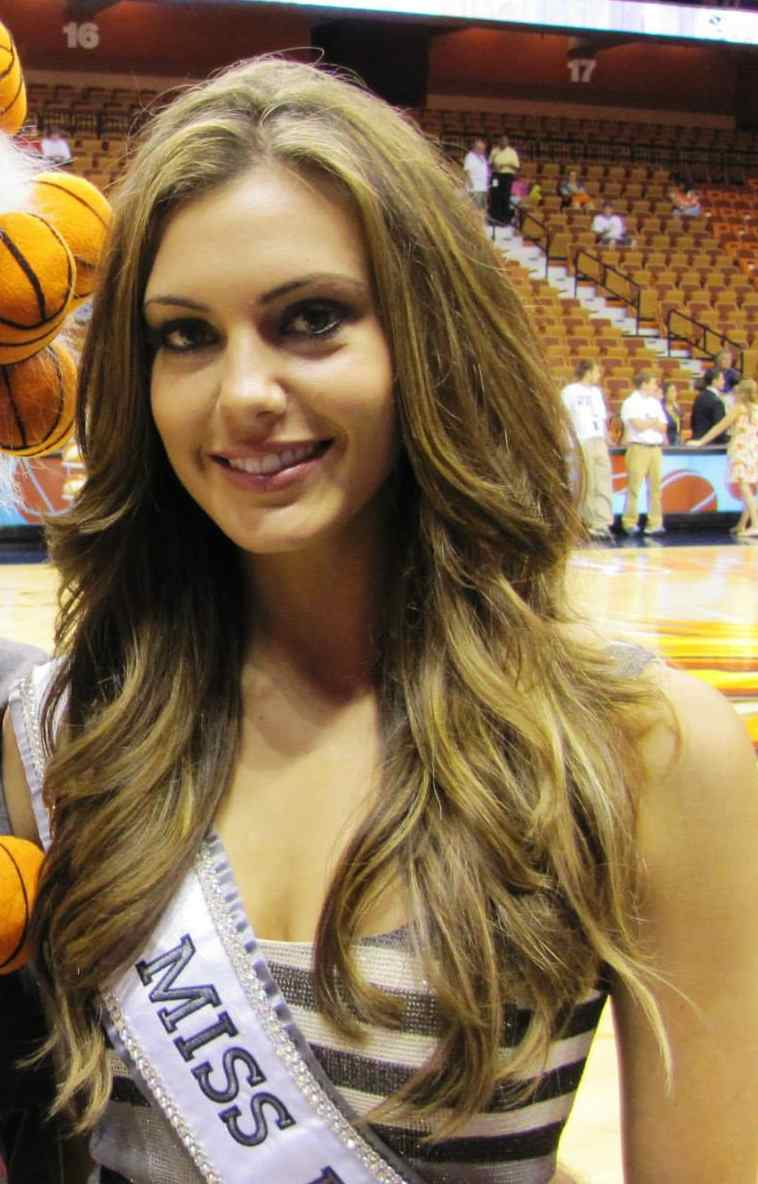
2013: Erin Brady, que competiu como Miss Connecticut USA
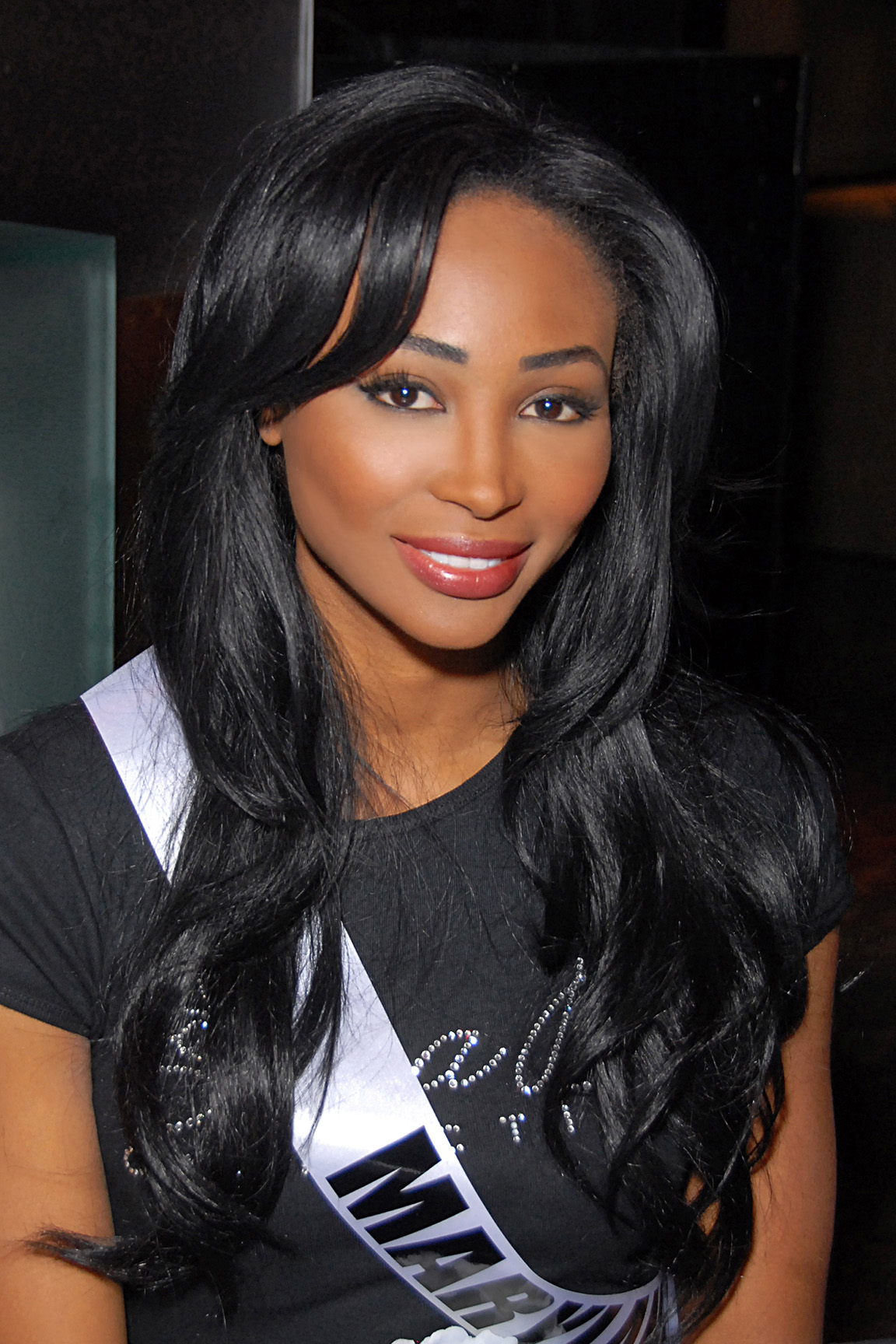
2012: Nana Meriwether, que assumiu o título após a vitória de Olivia Culpo
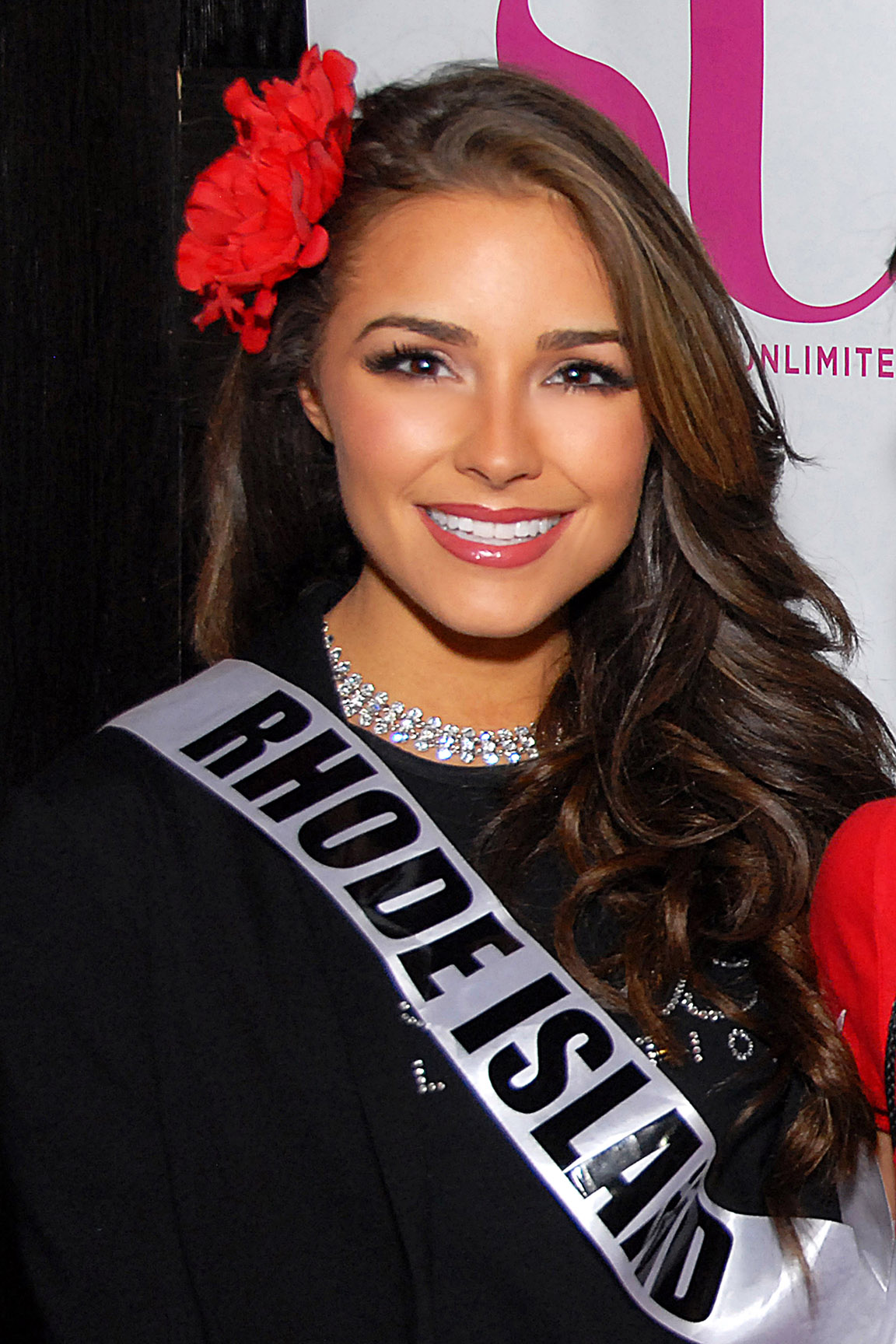
2012: Olivia Culpo, que competiu como Miss Rhode Island USA
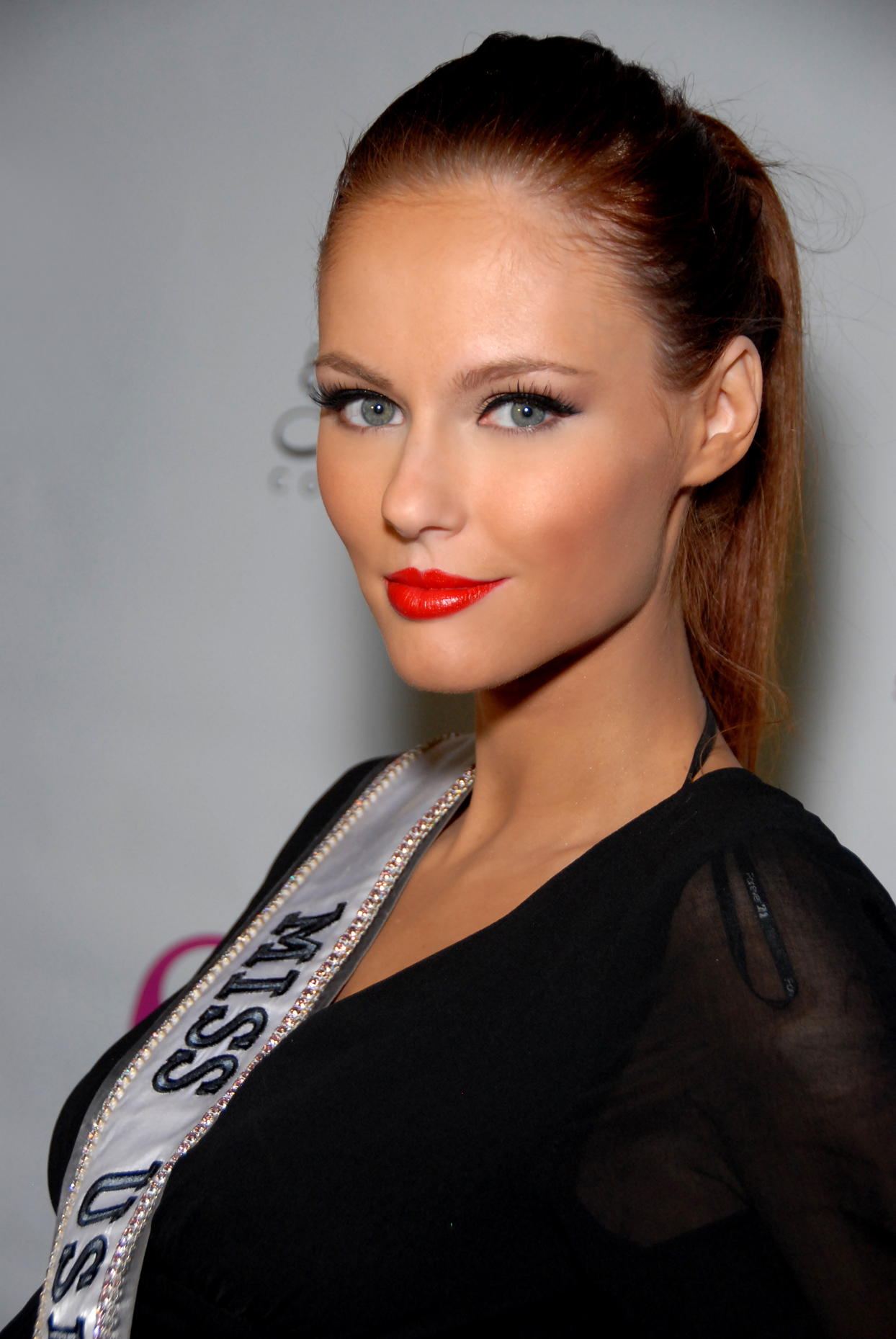
2011: Alyssa Campanella, que competiu como Miss California USA
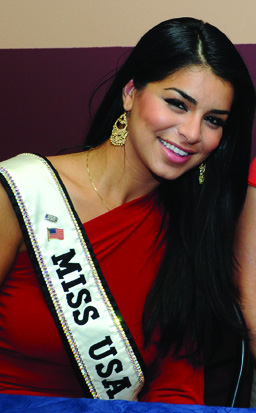
2010: Rima Fakih, que competiu como Miss Michigan USA
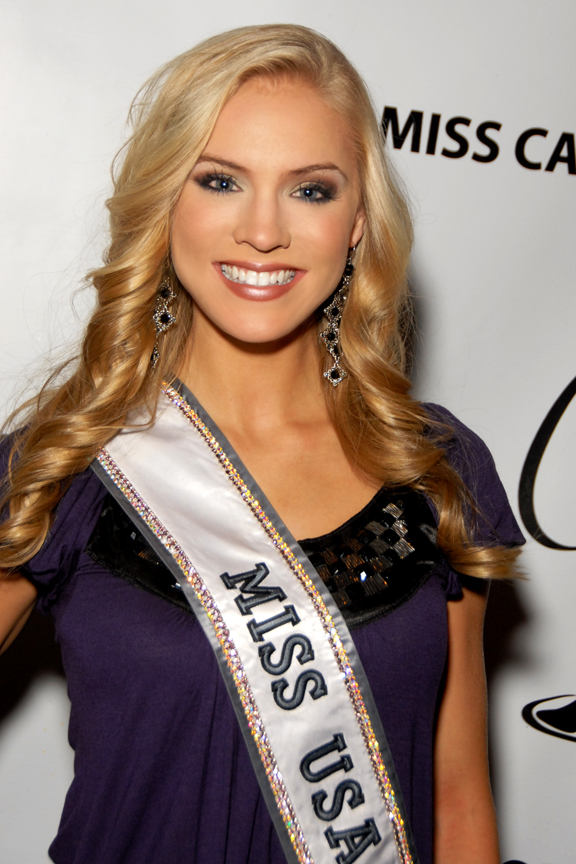
2009: Kristen Dalton, que competiu como Miss North Carolina USA
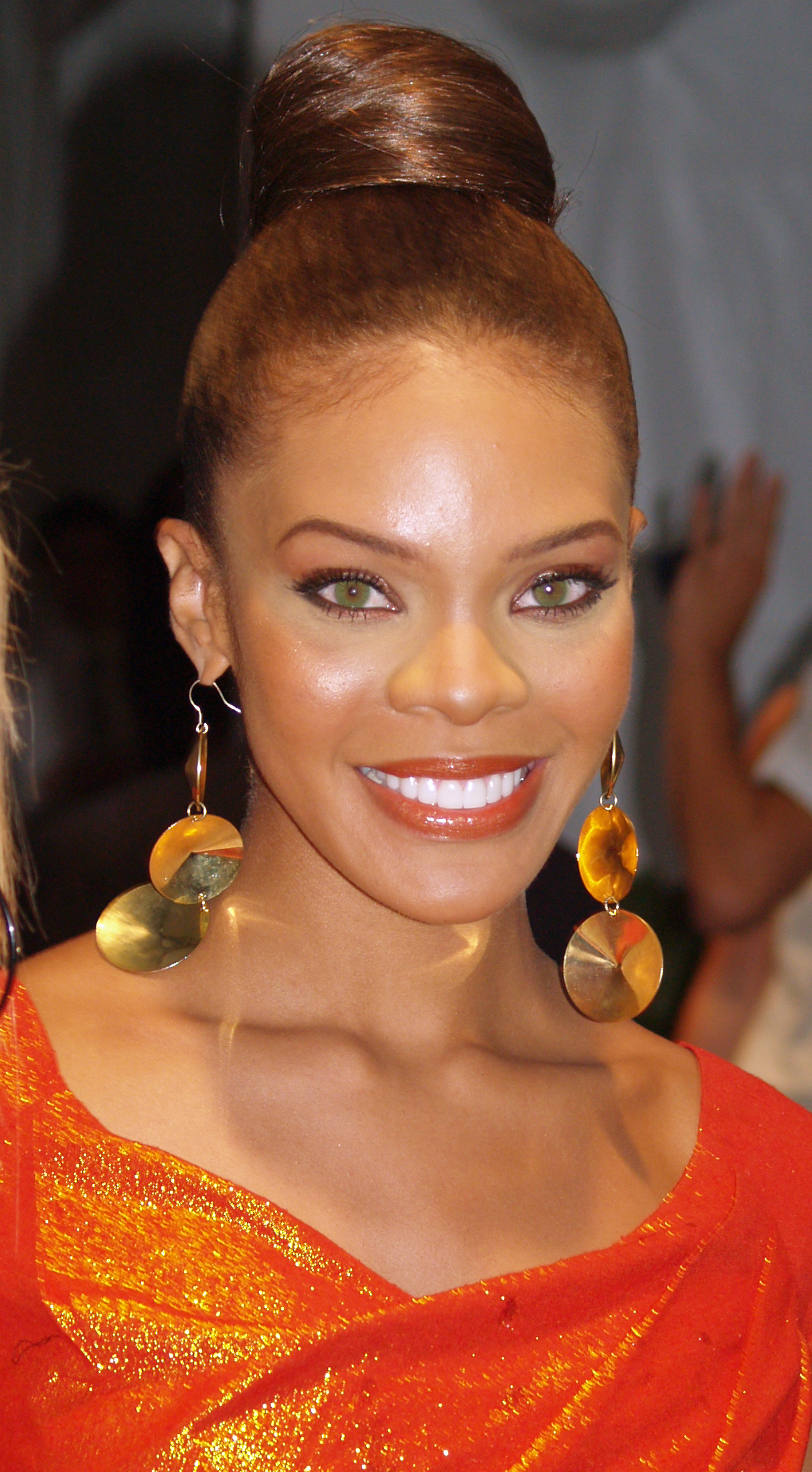
2008: Crystle Stewart, que competiu como Miss Texas USA
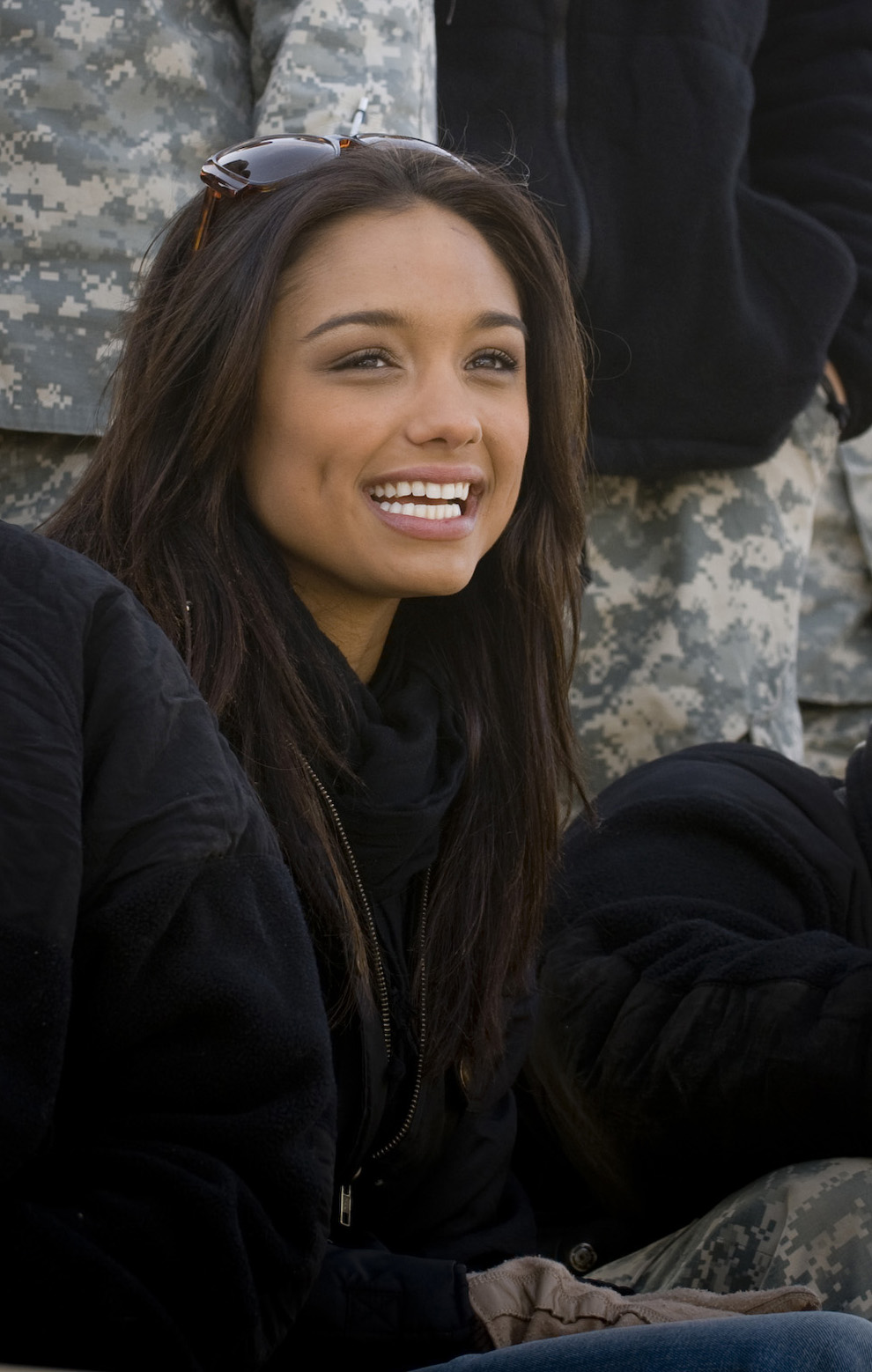
2007: Rachel Smith, que competiu como Miss Tennessee USA
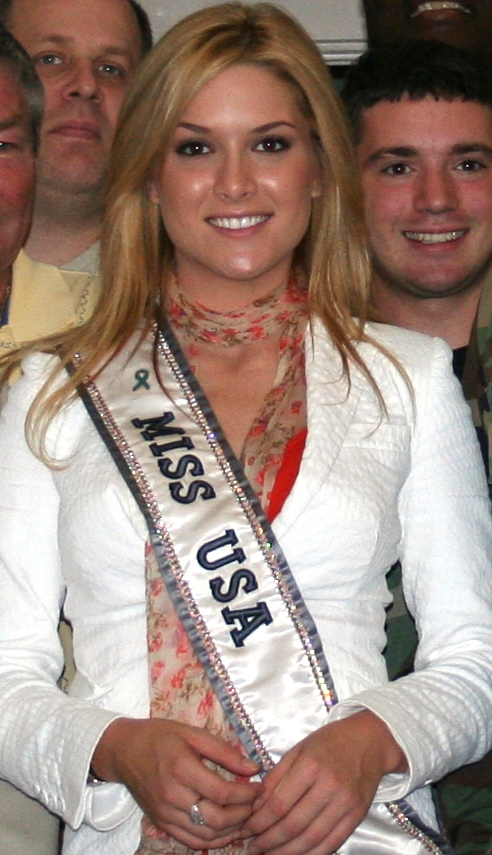
2006: Tara Conner, que competiu como Miss Kentucky USA
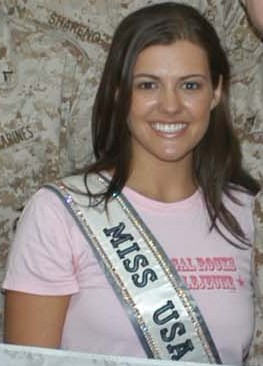
2005: Chelsea Cooley, que competiu como Miss North Carolina USA
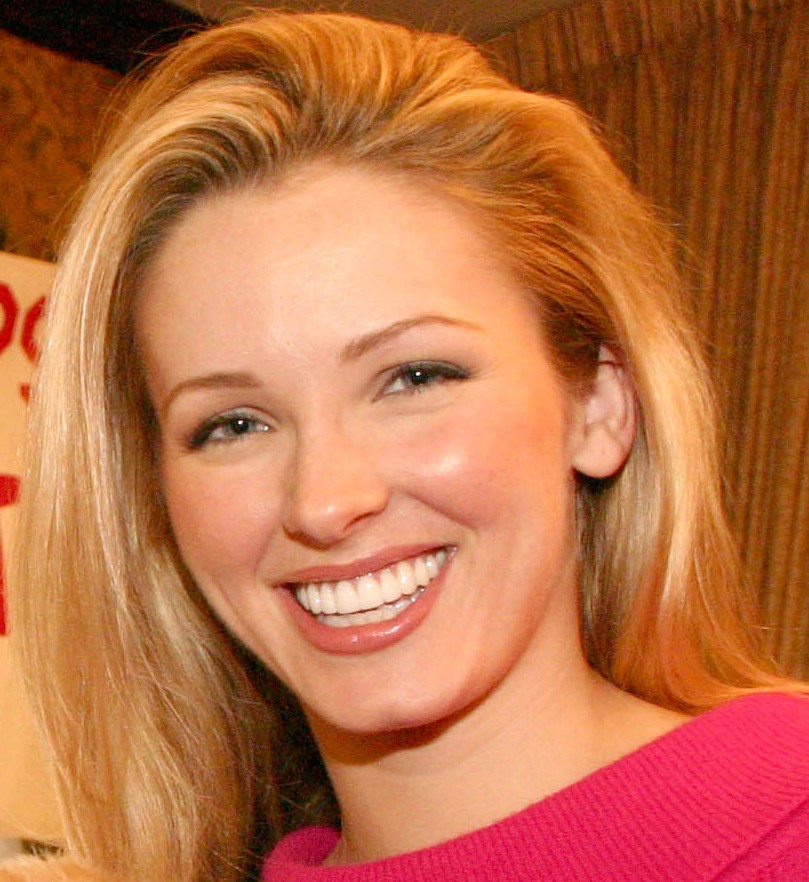
2004: Shandi Finnessey, que competiu como Miss Missouri USA
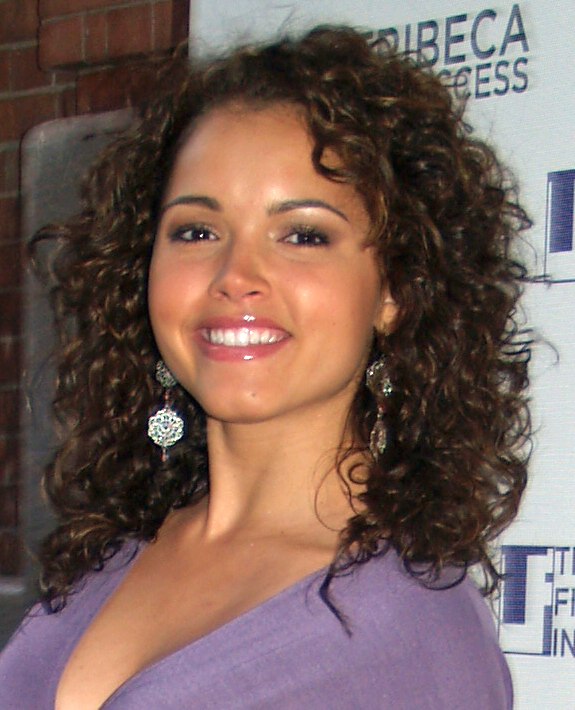
2003: Susie Castillo, que competiu como Miss Massachusetts USA
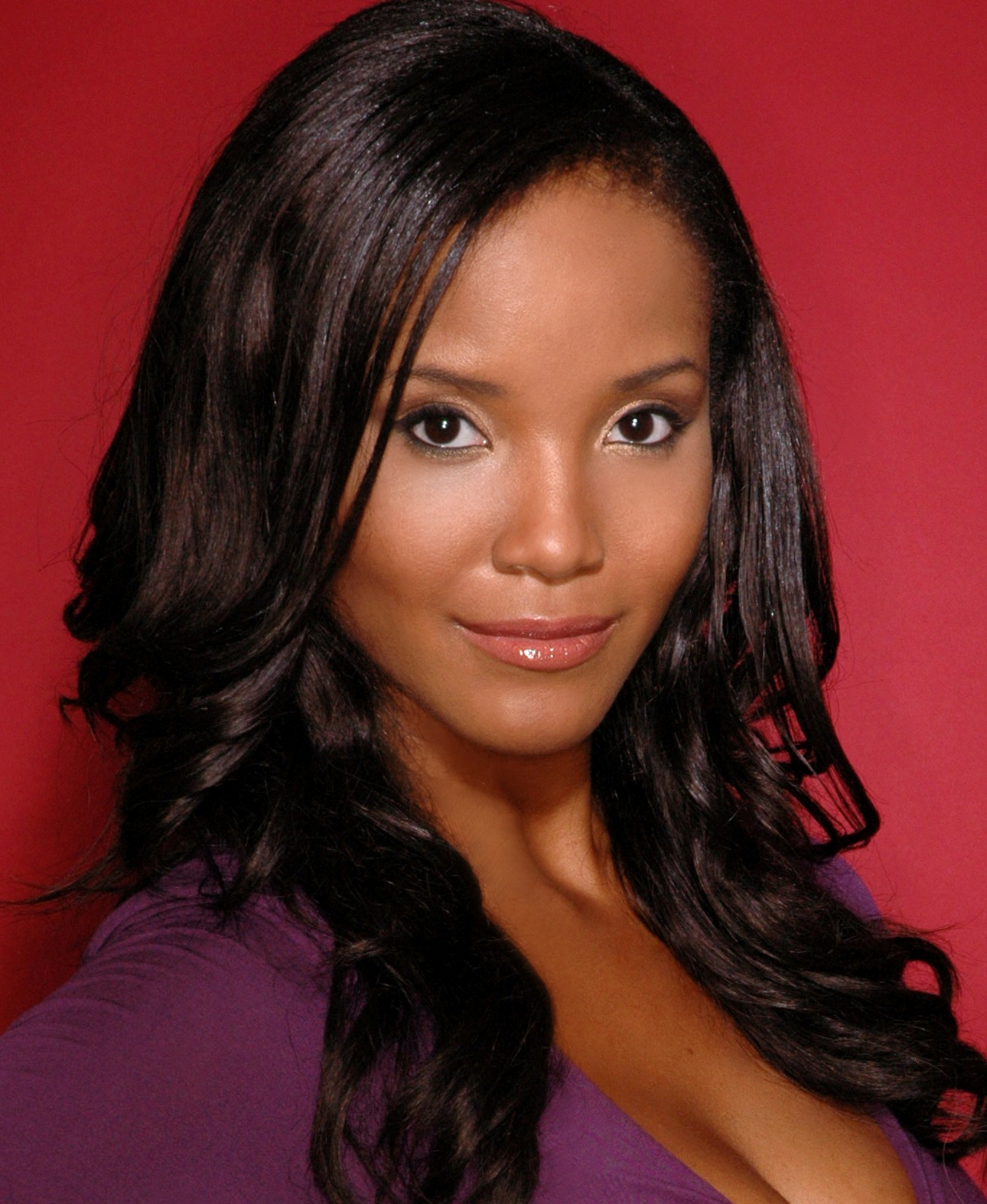
2002: Shauntay Hinton, que competiu como Miss District of Columbia USA
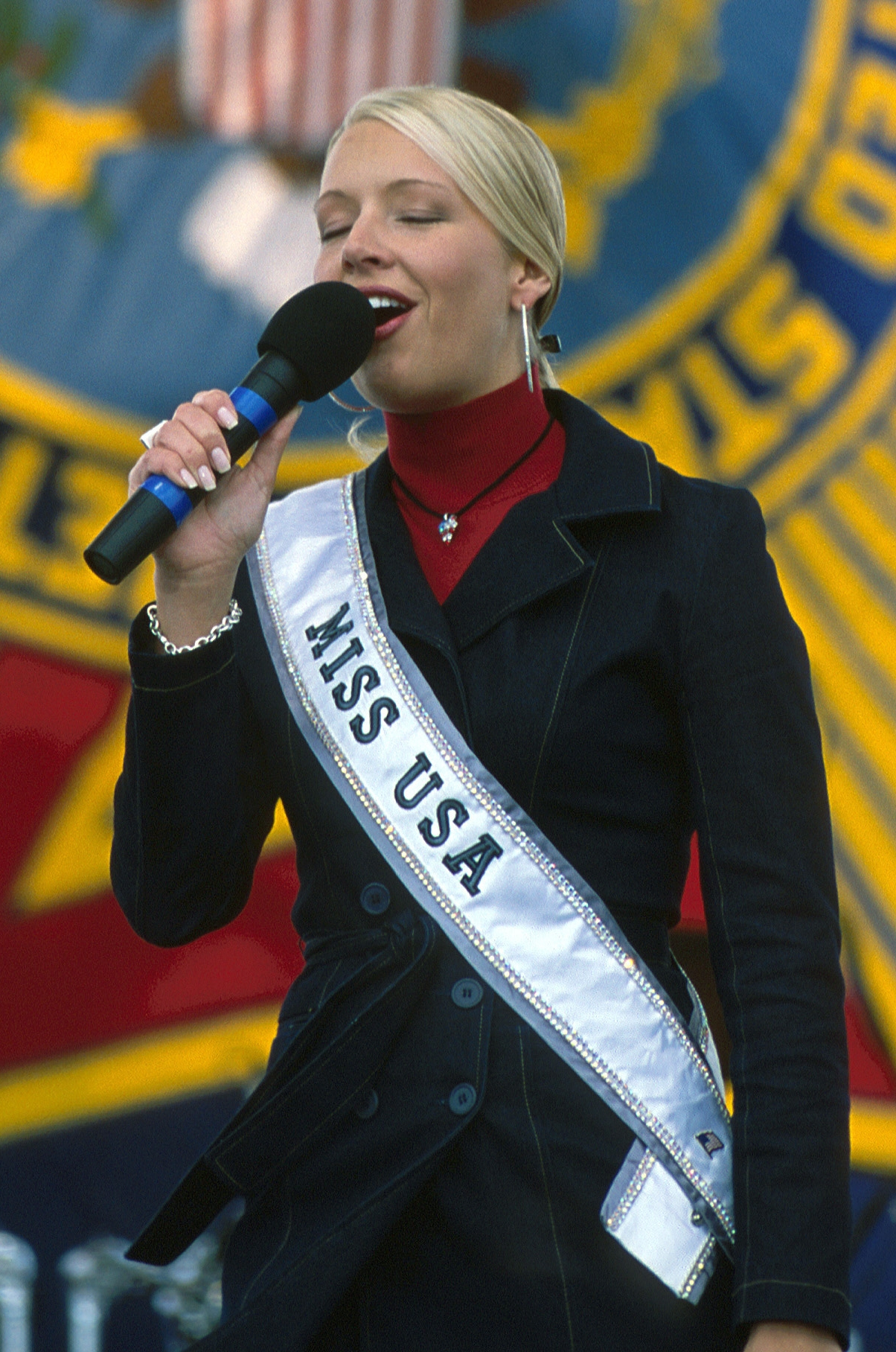
2001: Kandace Krueger, que competiu como Miss Texas USA
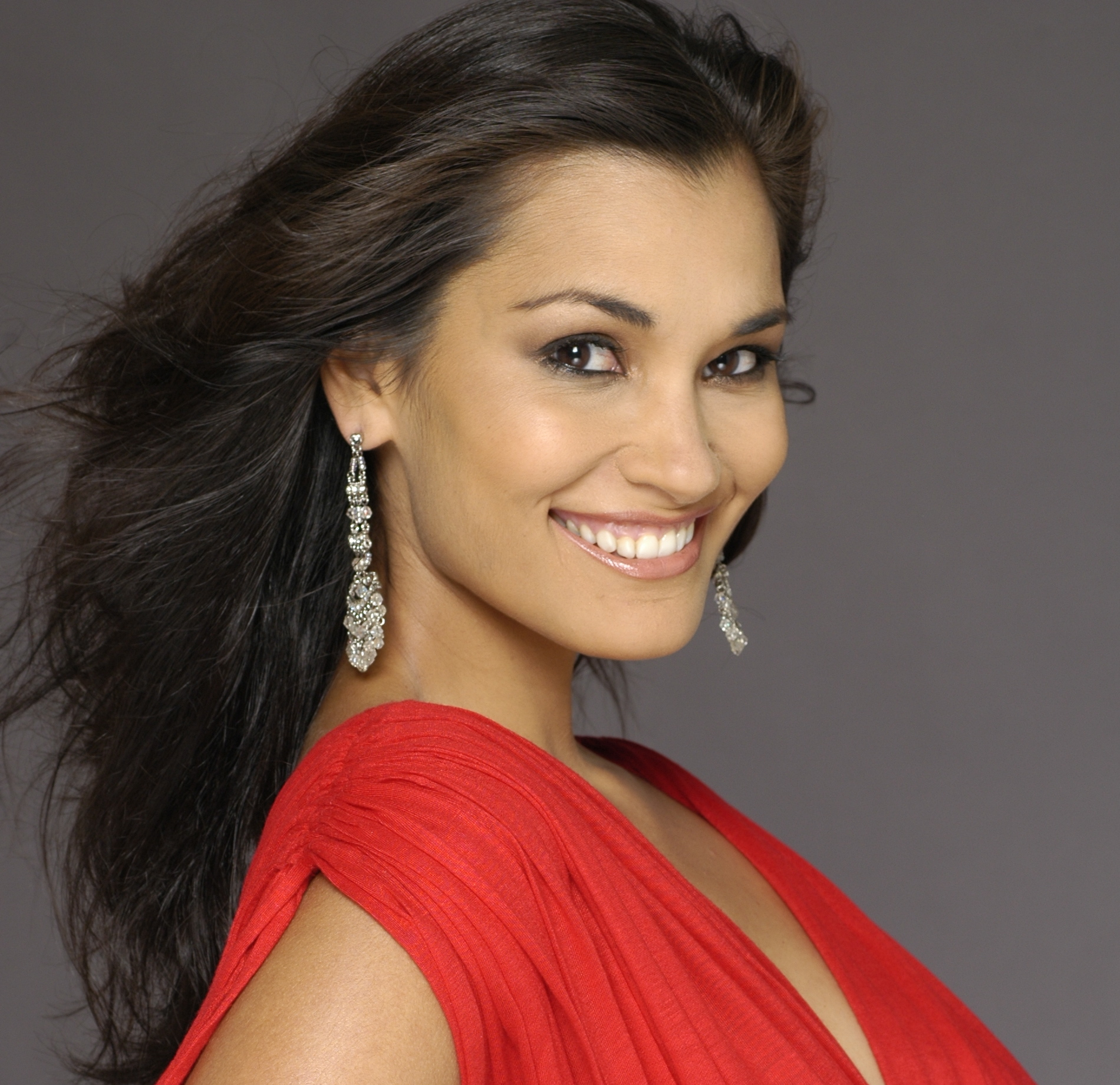
Miss Universe 1997: Brook Lee, que competiu como Miss Hawaii USA
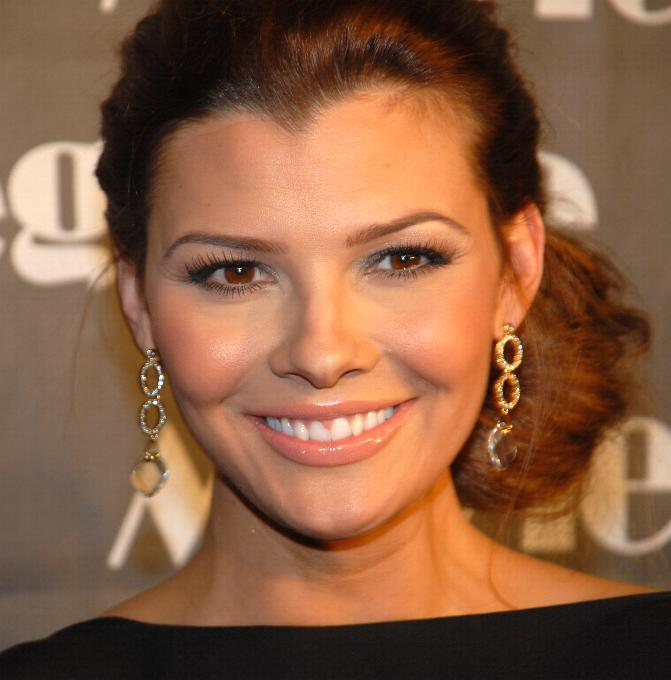
1996: Ali Landry, que competiu como as Miss Louisiana USA
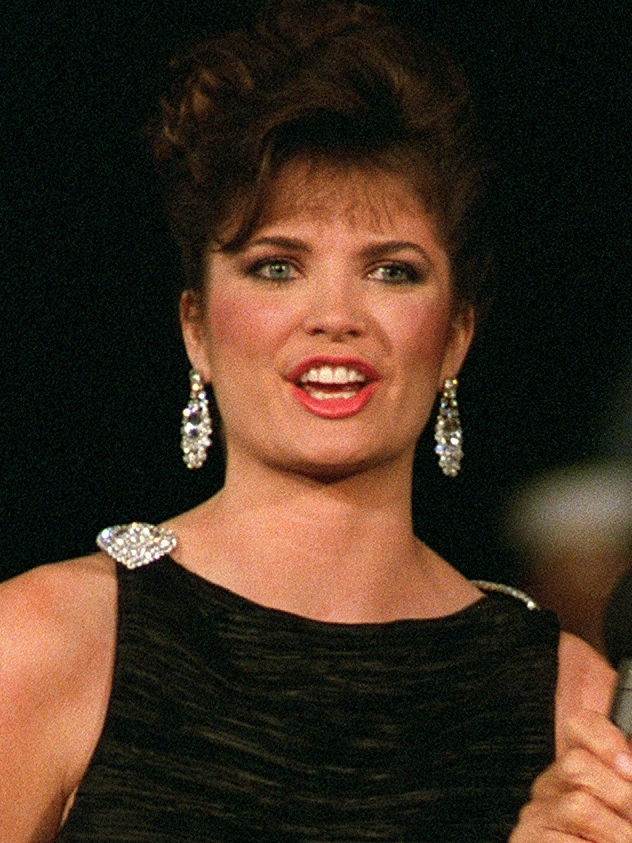
1987: Michelle Royer, que competiu como Miss Texas USA
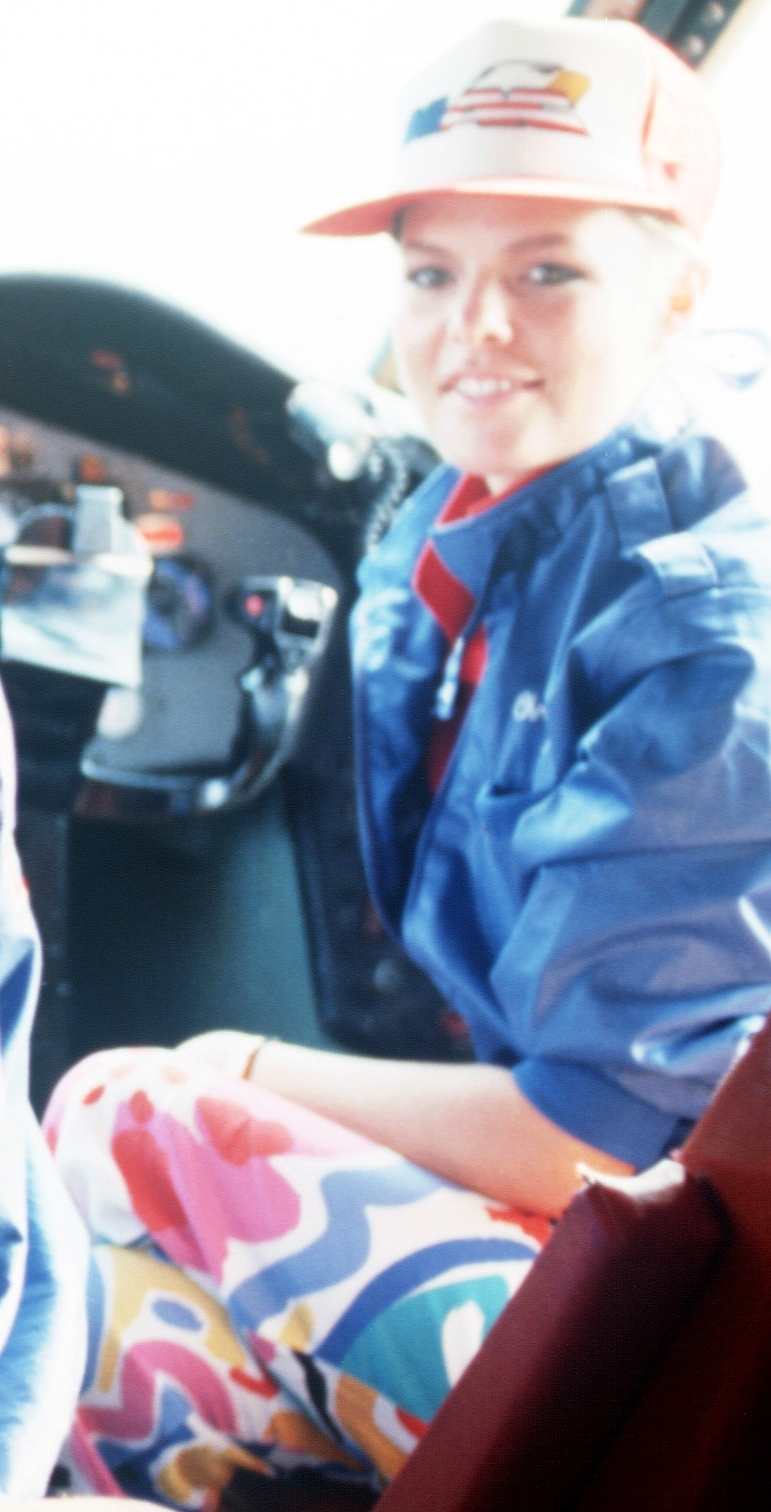
1986: Christy Fichtner, que competiu como Miss Texas USA
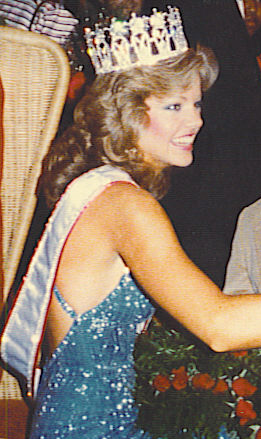
1983: Julie Hayek, que competiu como Miss California USA

## Títulos por Estado

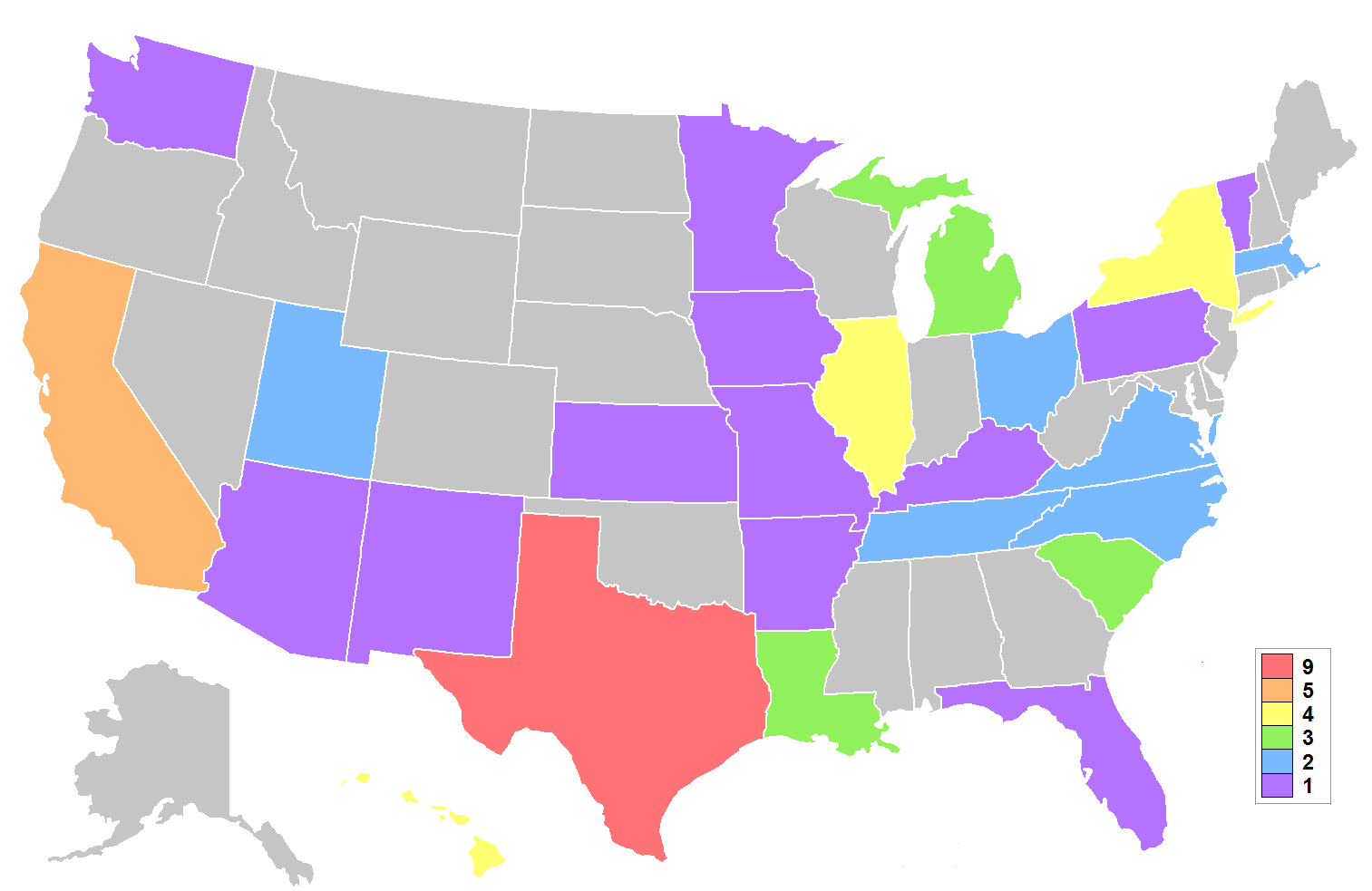
Número de vitórias por Estado. Estados das segundas ou terceiras colocadas que assumiram o título não estão incluidos

| Títulos | Estado               | Vitórias                                                   |
| 10      | Texas                | 1977, 1985, 1986, 1987, 1988, 1989, 1995, 2001, 2008, 2022 |
| 6       | Califórnia           | 1959, 1966, 1975, 1983, 1992, 2011                         |
| 4       | Nova York            | 1952, 1979, 1995, 1999                                     |
| 4       | Havaí                | 1962, 1972, 1978, 1997                                     |
| 4       | Illinois             | 1953, 1963, 1973, 1974                                     |
| 4       | Distrito de Colúmbia | 1964, 2002, 2016, 2017                                     |
| 3       | Michigan             | 1990, 1993, 2010                                           |
| 3       | Louisiana            | 1958, 1961, 1996                                           |
| 3       | Carolina do Sul      | 1954, 1980, 1994                                           |
| 3       | Carolina do Norte    | 2005, 2009, 2019                                           |
| 2       | Tennessee            | 2000, 2007                                                 |
| 2       | Massachusetts        | 1998, 2003                                                 |
| 2       | Ohio                 | 1965, 1981                                                 |
| 2       | Virgínia             | 1969, 1970                                                 |
| 3       | Utah                 | 1957, 1960, 2023                                           |
| 1       | Nebraska             | 2018                                                       |
| 1       | Oklahoma             | 2015                                                       |
| 1       | Nevada               | 2014                                                       |
| 1       | Connecticut          | 2013                                                       |
| 1       | Rhode Island         | 2012                                                       |
| 2       | Kentucky             | 2006,2021                                                  |
| 1       | Missouri             | 2004                                                       |
| 1       | Kansas               | 1991                                                       |
| 1       | Novo México          | 1984                                                       |
| 1       | Arkansas             | 1982                                                       |
| 1       | Minnesota            | 1976                                                       |
| 1       | Pensilvânia          | 1971                                                       |
| 1       | Washington           | 1968                                                       |
| 1       | Alabama              | 1967                                                       |
| 1       | Iowa                 | 1956                                                       |
| 1       | Vermont              | 1955                                                       |
| 1       | Mississippi          | 2020                                                       |

## Miss Universo dos Estados Unidos
1. 1954 - Miriam Stevenson
2. 1956 - Carol Morris
3. 1960 - Linda Bement
4. 1967 - Sylvia Hitchcock
5. 1980 - Shawn Weatherly
6. 1995 - Chelsi Smith
7. 1997 - Brook Mahealani Lee
8. 2012 - Olivia Culpo

## Controvérsias
Em 1957, Mary Leona Gage foi destituída do título nacional por estar casada. Sua substituta não conseguiu classificação no Miss Universo, realizado em Long Beach.
Já em dezembro de 2006, tablóides sensacionalistas americanos denunciaram excessos da então Miss USA Tara Elizabeth Conner no consumo de álcool e de drogas. Donald Trump convocou uma entrevista coletiva para esclarecer a situação da miss do Estado de Kentucky e a manteve no cargo apesar das críticas tanto da mídia como de fãs.

## Misses em reality-shows
Algumas vencedoras ou candidatas estaduais do Miss USA chegaram a participar de reality-shows de grande audiência. Shanna Moakler, de Nova York (que assumiu o título após a eleição de Chelsi Smith como Miss Universo 1995), e Shandi Finnessey, do Missouri (2ª colocada no Miss Universo 2004), participaram do Dancing with the Stars, na rede ABC.
Lisa Wilson, da Georgia (3ª colocada no Miss USA 2006), e Erin Abrahamson, de Nova Jersey, candidatas ao concurso nacional em 2006 e 2007 respectivamente, participaram da terceira temporada do American Idol. Já Jennifer Murphy, do Oregon (semifinalista em 2004), participou da quarta temporada de The Apprentice (O Aprendiz), reality-show apresentado por Donald Trump.
Jamie Kern, candidata de Washington ao Miss USA 2000, participou da primeira edição da versão americana do Big Brother, transmitido pela CBS. Quatro ex-misses estaduais (Danni Boatwright, Miss Kansas USA 1996, 2ª colocada no concurso nacional; Janu Tornell, Miss Nevada USA 1989; Kim Mullen, Miss Ohio USA 2002, e Amanda Kimmell, Miss Montana USA 2005) além de uma competidora local (Misty Giles, que disputou o Miss Texas USA 2002) particparam de diferentes edições do Survivor, programa que deu origem ao extinto No Limite, da Rede Globo.